# Убивство Євгена Коновальця

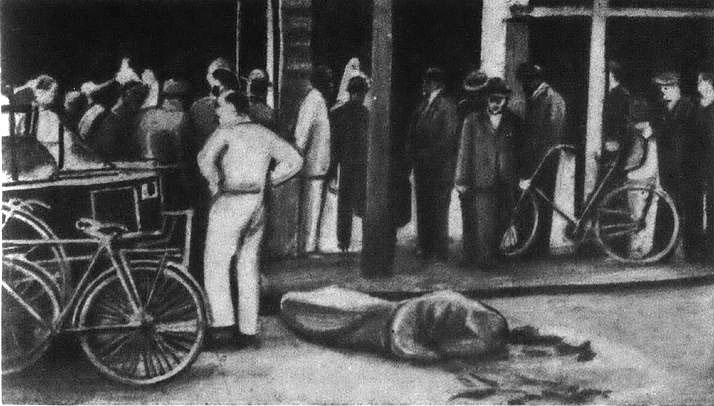
Тіло Євгена Коновальця, вкрите тканиною, на місці вибуху.

Уби́вство Євге́на Конова́льця — заплановане політичне вбивство, жертвою якого став голова Проводу українських націоналістів та керівник Української військової організації, діяч української еміграції Євген Михайлович Коновалець.
Ліквідацію лідера українських націоналістів ініціювали й ретельно спланували співробітники НКВС СРСР. Засіб убивства — вибуховий пристрій, замаскований під коробку шоколадних цукерок з традиційним українським декором, — було доручено виготовити директору технічного відділу Мойсєю Паулкіну. Бомбу виготовив співробітник відділу оперативно-технічних засобів НКВС Олександр Тімашков. Вбивство Коновальця сталося 23 травня 1938 року в нідерландському Роттердамі на вулиці Колсінгел, поблизу готелю «Атланта». Його скоїв молодий співробітник НКВС Павло Судоплатов, який до того часу протягом декількох років був у близьких, довірливих стосунках із Коновальцем під виглядом учасника підпільної української організації в УРСР. Передавши Коновальцю вибуховий пристрій під час зустрічі в ресторані, Судоплатов пішов, після чого придбав новий одяг у найближчому магазині й зник із міста. Через кілька хвилин після виходу з ресторану Коновалець загинув внаслідок вибуху, який також поранив двох випадкових перехожих.
Убивство Коновальця мало широкий резонанс серед українських націоналістів. Як було передбачено в СРСР, убивство посилило внутрішнє протистояння серед членів ОУН, яке, у свою чергу, призвело до розколу організації на ОУН(м) і ОУН(б). Попри це, припинити існування націоналістичної організації шляхом усунення Коновальця не вдалося.

## Ретроспектива і передумови

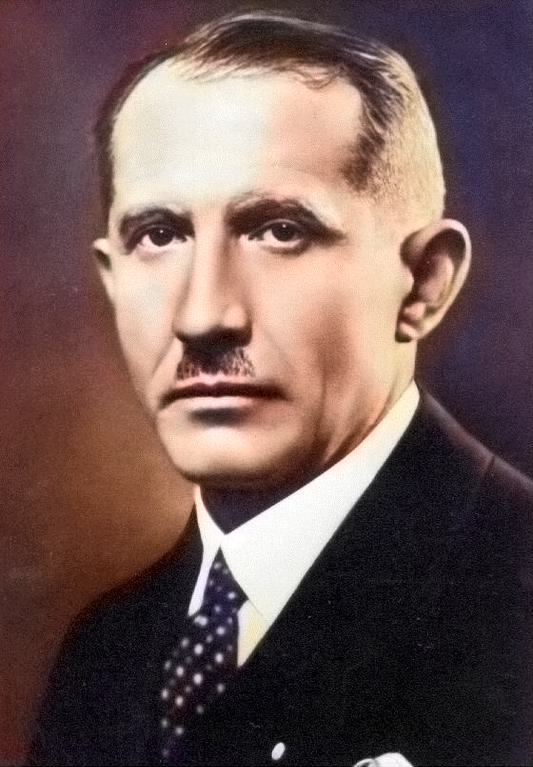
Євген Коновалець

2 лютого 1929 року на території Західної України, яка на той час входила до складу Польської республіки, було створено Організацію українських націоналістів (ОУН) — легальне крило Української військової організації (УВО), метою якої було проголошено створення єдиної незалежної української держави. На чолі організації став колишній командир Українських січових стрільців полковник Євген Коновалець. Намагаючись залучити якомога більше союзників і посилити вплив націоналістичних ідей в українській діаспорі різних країн, Коновалець їздив до Канади та США, де його клопотами було засновано американську «Організацію державного відродження України» та канадське «Українське національне об'єднання». Організації, покликані служити підтримкою для ОУН, було засновано також у Гданську, Відні, Брюсселі, Женеві, Парижі та Празі.
Через 57 років після вбивства, у своїх мемуарах та інтерв'ю, Судоплатов взяв на себе відповідальність за його скоєння. Він заявив, що причиною, яка спонукала радянську владу на організацію вбивства Коновальця, було встановлення співпраці між ОУН і нацистською Німеччиною, що створило в Україні загрозу координації спільних дій проти СРСР у майбутньому. За словами Судоплатова, завдяки Коновальцю, який у роки Першої світової війни воював у лавах австро-угорської армії, УВО ще 1923 року налагодила зв'язки з німецькою розвідкою. Після приходу до влади в Німеччині НСДАП на чолі з Адольфом Гітлером ці зв'язки зміцнилися. У мемуарах йдеться, що Коновалець неодноразово особисто бачився з Гітлером, зокрема 1931 року, ще до того, як він обійняв посаду рейхсканцлера. Під час однієї з зустрічей Гітлер запропонував йому, щоб кілька прихильників Коновальця пройшли курс навчання у нацистській партійній школі в Лейпцизі. Наприкінці 1920-х — початку 1930-х років члени ОУН, які закінчили нацистську школу в Данцизі, здійснили декілька диверсійних і терористичних актів на території Польщі. Особливо активними дії українських націоналістів стали 1934 року, коли у Варшаві було вбито польського міністра внутрішніх справ Броніслава Перацького, а у Львові — співробітника радянського консульства Андрія Майлова. Після вбивства Майлова головою ОДПУ В'ячеславом Менжинським було видано наказ про розробку плану дій з нейтралізації терористичних акцій ОУН.
Із метою налагодження стосунків із Коновальцем та проникнення в українську націоналістичну організацію за кордон під виглядом племінника соратника Коновальця, завербованого радянськими спецслужбами Василя Лебедя, було надіслано молодого співробітника НКВС Павла Судоплатова, який взяв ім'я та прізвище «Павлусь Валюх». Незабаром після приїзду до Європи йому вдалося зустрітися з Коновальцем і встановити з ним довірчі стосунки. Назвавшись членом підпільної української націоналістичної організації, що діяла на території УРСР, Судоплатов систематично зустрічався з головою Проводу ОУН у різних європейських містах, і з кожним разом тема їхньої розмови ставала дедалі серйознішою. Судоплатов дізнався про плани Коновальця з підготовки адміністративних органів для низки областей радянської України, які передбачалося «звільнити» найближчим часом за допомогою німців. Йому, крім того, стало відомо, що в розпорядженні ОУН на той час уже перебували дві боєздатні бригади загальною чисельністю не менше двох тисяч осіб, і що діяльність українських націоналістів фінансувалася абвером — німецькою військовою розвідкою.
Поступово стосунки між Судоплатовим і Коновальцем стали дружніми. «Ми з ним навіть у лазню ходили у Відні, — розповідав розвідник в своєму інтерв'ю 1992 року. — Я був молодий — мені йшов двадцять сьомий рік, а йому було вже під п'ятдесят. Він мене опікав, як молоду людину — майбутню свою опору тут, на Україні». Перебуваючи в Парижі, Коновалець запросив Судоплатова на могилу Симона Петлюри, убитого 1926 року Самійлом Шварцбардом. Щоб справити враження на лідера ОУН, його супутник «витягнув з кишені носову хустку та загорнув у неї жменю землі з могили» Петлюри. У відповідь на здивування Коновальця Судоплатов сказав: «Цю землю з могили Петлюри відвезу на Україну. Ми на пам'ять про нього посадимо дерево і будемо за ним доглядати». Почувши це, Коновалець був у захопленні. Цей випадок зміцнив його дружні почуття і довіру до Судоплатова.

## Планування вбивства

### Роль Сталіна
За спогадами Павла Судоплатова, пропозицію про вбивство Коновальця було висунуто самим Йосипом Сталіним. Незабаром після чергового повернення до СРСР Судоплатова разом із наркомом внутрішніх справ Миколою Єжовим було запрошено до Кремля на аудієнцію зі Сталіним, який одразу запитав оперативного працівника «про відносини між політичними фігурами в українському емігрантському русі». У відповідь Судоплатов повідомив, що реальну загрозу для СРСР являють не емігранти-політики, а Українська військова організація (УВО), на чолі якої стоїть Коновалець, підтриманий як німецькою, так і — частково — польською владою. Ця зустріч між майбутнім виконавцем убивства та Сталіним не принесла результатів — переконавшись у тому, що ні в Єжова, ні у Судоплатова немає подальшого плану дій, Сталін надав їм можливість «подати свої пропозиції» через тиждень.
Наступна зустріч Судоплатова зі Сталіним, на якій також були присутні Єжов і Григорій Петровський, відбулася в зазначений термін. Цього разу Сталін завів мову прямо про вбивство. У своїх спогадах «Спецоперації. Луб'янка і Кремль 1930—1950 роки» Судоплатов описував їхню розмову таким чином:
— А які смаки, слабкості і прихильності Коновальця? Намагайтеся їх використовувати.

— Коновалець дуже любить шоколадні цукерки, — відповів я, додавши, що, куди б ми з ним не їздили, він скрізь насамперед купував шикарну коробку цукерок.

— Обміркуйте це, — запропонував Сталін.

Перед відходом Сталін запитав, чи розуміє він «політичну вагу місії», яку довірили. 
|  | — Так, відповів я, запевняючи…, що не пошкодую життя… — Бажаю тобі успіху, сказав Сталін і потис мені руку. |

### Вибір способу вбивства
Розробкою різних варіантів ліквідації Коновальця опікувалися НКВС-ники Абрам Слуцький та Сергій Шпігельглас. Пропонувалося, зокрема, застрелити лідера ОУН впритул, однак це видавалося майже неможливим, тому що його завжди супроводжував помічник Ярослав Барановський на прізвисько «Пан інженер». Найбільш прийнятним варіантом здавалося вбивство шляхом передачі Коновальцю подарунка з вмонтованим вибуховим пристроєм, на якому й зупинилися його організатори. Голова Проводу українських націоналістів полюбляв шоколадні цукерки, тому годинниковий механізм вирішено було замаскувати під цукеркову коробку, розписану в традиційному українському стилі. Пізніше Судоплатов згадував, що ця ідея не викликала у нього захоплення, оскільки, по-перше, для того, щоб запустити годинниковий механізм, йому слід було непомітно натиснути на перемикач, а по-друге, яскрава коробка могла привернути увагу Коновальця і навіть насторожити його. Нарешті, той міг передати коробку Барановському, який його постійно супроводжував.
Виготовлення знаряддя вбивства, замаскованого під коробку цукерок, було доручено співробітнику відділу оперативно-технічних засобів Олександру Тімашкову. Йому вдалося створити такий пристрій, що годинниковий механізм не треба було приводити в дію перемикачем — вибух автоматично відбувався рівно через півгодини після переведення коробки з вертикального положення в горизонтальне. Таким чином, Судоплатову слід було тримати коробку вертикально у великій внутрішній кишені піджака, а під час передачі Коновальцю повернути її горизонтально. За півгодини подальшої роботи годинникового механізму Судоплатов мав попрощатися з майбутньою жертвою, залишити місце зустрічі та розпочати втечу з місця події. У разі провалу запланованої операції та загрози захоплення ворогом Судоплатов мав, за висловом Шпігельгласа, «діяти, як справжній чоловік» — іншими словами, скінчити життя самогубством. Для цього йому треба було скористатися пістолетом «Вальтер». «До рук ворога, — казав Судоплатов в одному зі своїх останніх інтерв'ю, — я б не потрапив ні за яких обставин. Я б встиг накласти на себе руки».
Напередодні вирушення Судоплатова з СРСР Шпігельглас провів з ним більше восьми годин, обговорюючи різні варіанти його відходу. Він вручив йому сезонний залізничний квиток, дійсний на два місяці на всій території Західної Європи, фальшивий чехословацький паспорт і три тисячі доларів США, а також порадив обов'язково змінити свою зовнішність після зустрічі, купивши в найближчому магазині плащ і капелюх.
Судоплатов згадував, що заздалегідь детально вивчив усі можливі маршрути відходу в містах, де Коновалець міг призначити йому зустріч. Судно «Шилка», на якому співробітник НКВС вирушав до Європи, виходило з Мурманська. Під час зупинки в Норвегії Судоплатов подзвонив Коновальцю, і той несподівано запропонував йому зустрітися або в Кілі, або в Італії, де він на той час перебував, — в цьому випадку Судоплатову належало прилетіти до нього надісланим за ним німецьким літаком. Пославшись на брак часу та неможливість залишити судно більше, ніж на п'ять годин, той умовив Коновальця зустрітися в Роттердамі, у ресторані готелю «Атланта», який розташовано всього за десять хвилин пішки від залізничного вокзалу. Перш ніж зійти на берег у Роттердамі, Судоплатов попередив капітана, що коли він не повернеться на борт до четвертої години дня, слід відплисти без нього. Розробник вибухового пристрою Тімашков, який супроводжував Судоплатова в поїздці, за десять хвилин до його відходу зарядив механізм і залишився на борту «Шилки».

## Убивство

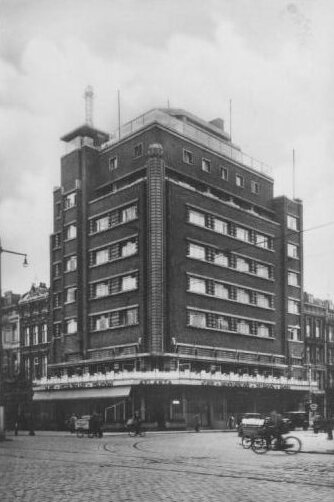
Готель «Атланта» (фото 1935 року)

Уранці 23 травня 1938 року в Роттердамі був дощ, але до полудня погода прояснилася. День, за словами Судоплатова, був «теплий і сонячний». Офіціант у ресторані готелю «Атланта» добре запам'ятав відвідувача, який згодом виявився Євгеном Коновальцем. Він був сам. Коновалець сів за столиком біля вікна і, замовивши келих хересу, став спостерігати жвавий вуличний рух. Незабаром, приблизно о 11:50, його побачив Судоплатов, який прогулювався провулком біля ресторану «Атланта», на першому поверсі однойменного готелю. Про те, як відбувалася зустріч між головою українських націоналістів і Судоплатовим, останній залишив такі спогади:
Я увійшов до ресторану, підсів до нього, і після нетривалої розмови ми домовилися знову зустрітися в центрі Роттердама о 17:00. Я вручив йому подарунок, коробку шоколадних цукерок, і сказав, що мені зараз треба повертатися на судно. Йдучи, я поклав коробку на столик поруч із ним. Ми потиснули один одному руки, і я вийшов, стримуючи інстинктивне бажання відразу кинутися бігти.
Згодом офіціант згадав примітну деталь: коли він підійшов до другого відвідувача, той, перш ніж замовити пиво, нахилився і став поправляти шнурівки на своїх черевиках. Мабуть, Судоплатов не хотів, щоб офіціант запам'ятав його обличчя. Проте тому згодом вдалося описати його зовнішність: «самовпевнена постава, вік близько 30-35 років, 1,70 — 1,80 метрів ростом, педантично одягнена і гладко поголена людина». Крім цих деталей, офіціант зазначив зрощені важкі брови, зачесане вгору темне волосся, темно-карий колір очей і дивний акцент (Судоплатов розмовляв із Коновальцем німецькою).
Поспішно заплативши за пиво та залишивши ресторан, Судоплатов звернув на бічну вуличку, обабіч якої було розташовано численні магазини. У першому-ліпшому з них, де продавався чоловічий одяг, він придбав світлий плащ і капелюх. Незабаром, приблизно о 12:15, з «Атланти», розплатившись, вийшов і Коновалець. Звернувши на вулицю Колсінгел, він, мабуть, попрямував до свого готелю та незабаром зупинився навпроти кінотеатру «Люм'єр». У цей момент кілька перехожих побачили великий клуб диму, який стрімко піднявся на висоту кількох метрів над тротуаром, а через мить почули короткий гучний звук, що нагадував розрив важкого артилерійського снаряда в повітрі. Сам Судоплатов, який у той момент виходив з магазину, охарактеризував його як «звук, що нагадував хлопок шини, яка лопнула». У подробицях описав те, що відбувалося, свідок загибелі Коновальця, мешканець Роттердама Г. де Йонг:

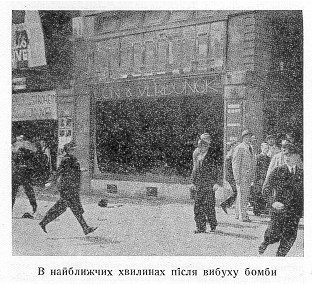
Вулиця Колсінгел через кілька хвилин після вибуху

Направо і наліво бачу ноги та руки, що летять. Кривава маса, його тулуб з великим розмахом летить на тротуар і падає метрів за двадцять на вулицю. Я відчуваю шок від важкої вибухової хвилі повітря, але стримуюсь на ногах. Пан, який йде переді мною, падає, а його одяг горить (…) Тривало все це кілька секунд. Відразу після вибуху лунає дикий гуркіт розбитого скла. З усіх боків летить на вулицю скло. Я тікаю на дорогу, щоб ухилитися від осколків скла, що летять…
Після вибуху перехожих охопила паніка. «Я бачу: натовп людей біжить бруківкою — у тому напрямку, де я розлучився з полковником», — розповідав Судоплатов, який зрозумів, що вибуховий пристрій спрацював, але все ще не знав, загинув Коновалець чи залишився живий. «Публіка стояла, як укопана. Потім піднялася, з боку кінотеатру, страшна паніка, перехожі хаотично тікали в різних напрямках», — писав кореспондент видання «Нуве Ротердамс Курант». Через секунди, коли паніка вляглася, люди кинулися на допомогу до потерпілого перехожого, одяг якого загорівся внаслідок вибуху, та віднесли його до найближчого кафе.
Незабаром на місце вибуху прибули поліцейські, пожежники та карета швидкої допомоги міської медичної служби. Двох поранених перехожих і рештки вбитого відвезли до найближчого шпиталю. Пожежу згасили. Поліція відгородила від публіки тротуар у радіусі декількох метрів від місця вибуху. Також було перекрито дорогу в західній частині вулиці Колсінгел. Залишки вибухового пристрою та особисті речі загиблого було зібрано як речові докази. Серед останніх поліцейські виявили просочену кров'ю візитну картку готелю «Централь», де зупинився Коновалець, та його фальшивий чехословацький паспорт на ім'я Йозефа Новака, директора торгової фірми.

## Слідство

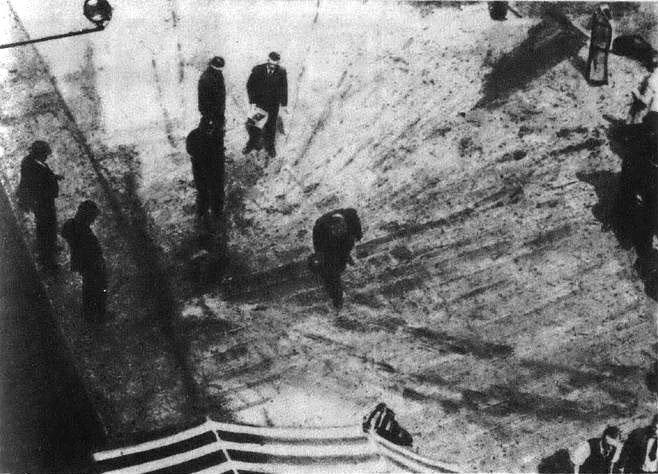
Огляд поліцейськими місця загибелі Коновальця. Вид зверху

Приблизно через дві години після вибуху, у готелі «Централь», де наймав кімнату покійний, з'явився ще один іноземець, який, не знаючи нічого про події, запитав у портьє про Новака. Незабаром цей відвідувач опинився в поліцейській дільниці. На той час поліцейські вже встигли обшукати кімнату «Йозефа Новака» в «Централі», де вони знайшли друкарську машинку, невеликий чемодан з україномовною антибільшовицькою літературою і — на столику біля ліжка — невелике розп'яття.
Іноземцем, що потрапив до рук поліцейських та видавав себе за громадянина Чехословаччини Владислава Бора, насправді був Ярослав Барановський — помічник убитого лідера українських націоналістів. Швидко встановивши, що його паспорт підроблено, поліцейські протягом цілого дня не могли домогтися від затриманого ніяких відомостей, і лише ввечері наступного дня, коли його доставили до шпиталю та показали рештки вбитого «Новака», він вигукнув: «Це вождь Організації Українських Націоналістів — полковник Євген Коновалець !..» (за версією Судоплатова: «Мій фюрер!»). Цього виявилося досить, щоб нідерландська поліція переконалась у невинності цієї людини і навіть пішла на співпрацю з ним. Наступного дня після вибуху поліцейські в супроводі Барановського перевірили екіпажі всіх радянських суден, що перебували в роттердамському порту, намагаючись знайти людину, зображену на фотографії, яка була в них. Це випадкове фото, на якому було зображено Коновальця і Судоплатова, зробив вуличний фотограф у Берліні за кілька років до подій травня 1938 року.
Барановському було відомо, що Коновалець у день своєї загибелі мав намір зустрітися з кур'єром-радистом з радянського судна, який час від часу з'являвся в Західній Європі, проте він не був упевнений у тому, що цим кур'єром був саме Судоплатов, — коли Коновалець йшов вулицею за хвилини до вибуху, поруч із ним нікого не було.

## Втеча Судоплатова
Діставшись залізничного вокзалу, Судоплатов сів на перший поїзд до Парижа, де вранці в метро його повинна була зустріти людина. Щоб не запам'ятатися поїзній бригаді, співробітник НКВС вирішив зійти на зупинці поруч з бельгійським кордоном, за годину їзди від Роттердама. Тут він пообідав у місцевому ресторані, але, за власними словами, «був не в змозі доторкнутися до їжі через страшний головний біль». Успішно перетнувши кордон, Судоплатов на таксі приїхав до Брюсселя, де виявив, що найближчий потяг на Париж щойно пішов, і дочекався наступного, який відходив незабаром. До вечора він уже був у Парижі. Не зупиняючись у готелі, щоб не реєструватися та не викликати підозри поліцейських, Судоплатов провів ніч, гуляючи центром французької столиці, пішов у кіно, а рано вранці, поголившись і помивши голову в перукарні, попрямував до станції метро, де йому слід було бути о десятій годині ранку. На платформі він одразу побачив співробітника радянської розвідки Івана Агаянца. Той вже йшов, але, помітивши Судоплатова, повернувся й жестом покликав його за собою. Діставшись на таксі Булонського Лісу, вони поснідали, і Судоплатов передав Агаянцу свій «Вальтер» і маленьку записку, зміст якої потрібно було шифром надіслати до Москви. Записка містила такий текст:
«Подарунок вручено. Посилка зараз у Парижі, а шина автомобіля, на якому я подорожував, лопнула, поки я ходив магазинами»
Після зустрічі з Агаянцем Судоплатов успішно покинув Париж і з підробленими польськими документами вирушив машиною, потім поїздом до Барселони.

## Поховання Коновальця

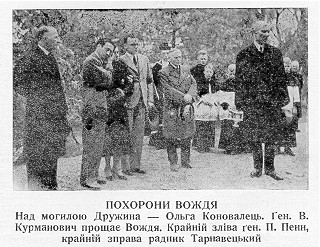
Поховання Євгена Коновальця. Цвинтар «Кросвейк», Роттердам

Євгена Коновальця поховано 28 травня 1938 року на роттердамському цвинтарі «Кросвейк». У прощальній церемонії взяли участь деякі українські націоналісти, зокрема діяч української еміграції колишній генерал УГА Віктор Курманович, співробітники прес-служби ОУН Орест Чемеринський і Володимир Стахів, радник О. Тарновець. На похованні були вдова Ольга Коновалець, і консул Литви, паспорт громадянина якої мав убитий. Наступного дня після поховання до Роттердама прибули брат покійного, Михайло, та сестра дружини Коновальця, А. Федак, зі своїм чоловіком Андрієм Мельником, який став наступником загиблого голови ОУН, посівши його місце.

## Реакція
Коли в Європі стало відомо про загибель лідера українських націоналістів, європейські газети почали писати про трьох можливих організаторів убивства. Крім радянських спецслужб, такими розглядалися: угруповання українців, яке виступало за зміну лідера ОУН, очолюване Степаном Бандерою; та поляки — як помста за смерть голови польського МВС Броніслава Перацького, вбитого 1934 року учасником руху ОУН Григорієм Мацейком. Протягом декількох тижнів після вбивства, за словами Степана Ленкавського, багато українських емігрантів справді вважали, що в загибелі Коновальця винна Польща, поки призначене у Роттердамі слідство остаточно не переконалося в тому, що людина, яка передала Коновальцю коробку цукерок, називалася членом української націоналістичної організації, що діяла на території УРСР.

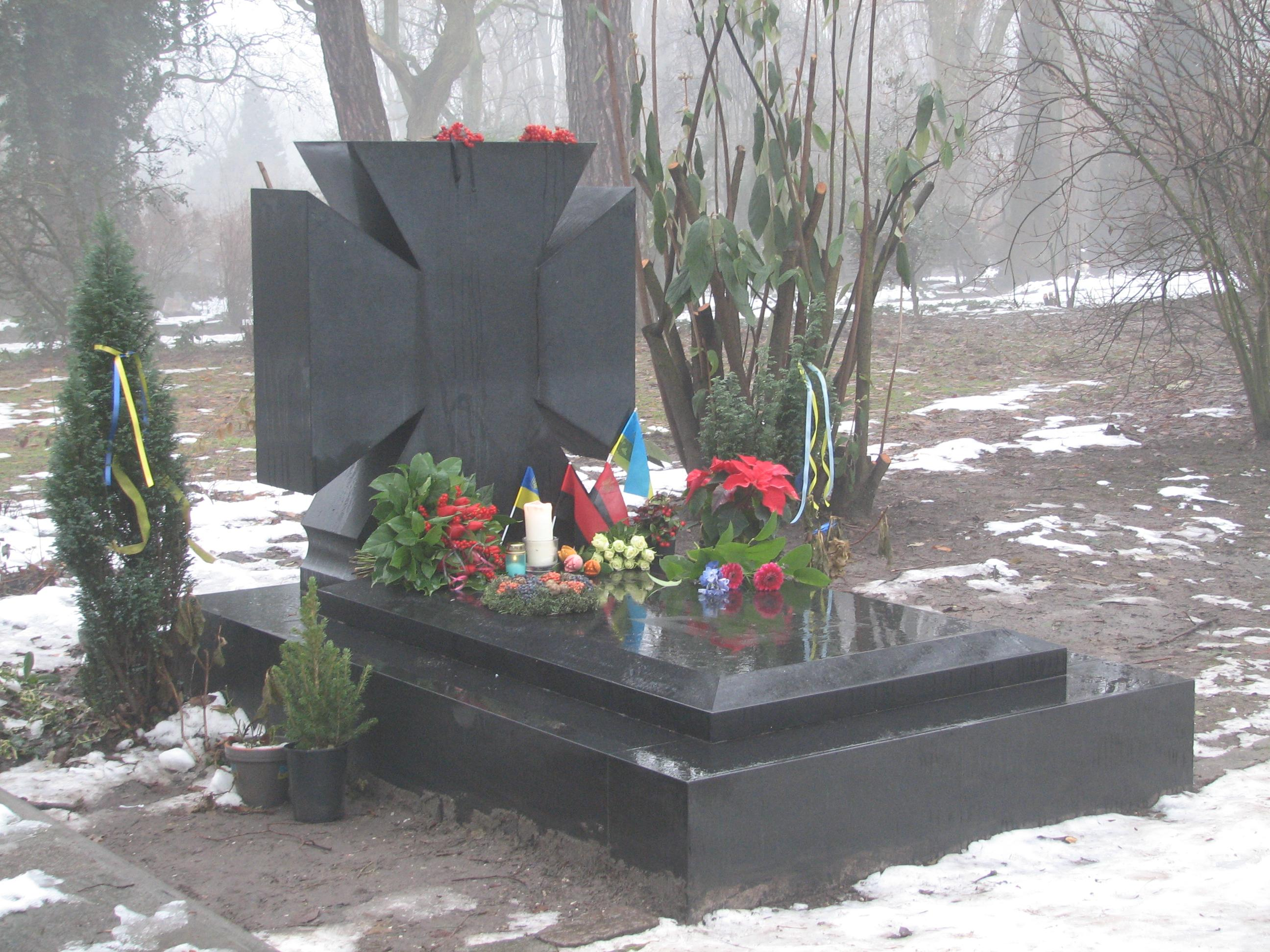
Могила Євгена Коновальця на цвинтарі «Кросвейк»

Провід Українських Націоналістів відреагував на вбивство лідера особливою відозвою, в якій закликав усіх українців «бути готовими до нових боїв». Відозва закінчувалася словами:
СРСР, незважаючи на недавні звинувачення на адресу Коновальця у співпраці з владою Німеччини, відразу «припустив», що голова Проводу ОУН загинув від рук німецького агента, попри те, що це суперечило попереднім аргументам радянської влади. Про те, що вбивство Коновальця було організовано німцями, в СРСР продовжували твердити й після смерті Сталіна. „Гітлер і лідери гестапо вирішили, що ватажок ОУН Коновалець знає занадто багато секретів німецького уряду, — писали автори книги «Під чужими прапорами» (1956), присвяченій "викриттю" українського націоналізму, — і що він має надто багато міжнародних контактів, у зв'язку з чим у майбутньому може бути важко утримати його при собі“.
Радянський письменник Юліан Семенов писав у романі «Третя карта» (1977):
2 червня 2009 року народний депутат України Геннадій Москаль надіслав депутатське звернення до голови Служби безпеки України Валентина Наливайченка з вимогою розслідувати замах на життя деяких українських політиків згідно зі статтею 112 Кримінального кодексу України «Посягання на життя державного чи громадського діяча», серед яких був і Євген Коновалець. Москаль у зверненні серед іншого зазначив:

## Оцінки
Вбивство Павлом Судоплатовим Євгена Коновальця багатьма ветеранами радянських спецслужб оцінюється як ідеально виконана операція. Так, колишній заступник командира групи спецназу «Вимпел», полковник у відставці Євген Савінцев назвав усунення Коновальця «класикою», а колишній віце-президент Академії проблем безпеки, оборони і правопорядку Росії, також відставний полковник Станіслав Лекарев охарактеризував передачу голові ОУН цукерок як «артистичну та інтелігентну, що не викликала підозр». «Він [Судоплатов] був народжений для таких операцій», — помітив Лекарев.
На думку українських націоналістів та їхніх прихильників, мети вбивства Коновальця — підриву діяльності ОУН шляхом фізичного усунення її лідера — радянські органи держбезпеки так і не досягли. «Навіть знищивши Голову ПУН, Совєти не зуміли знищити саму Організацію, і це вони відчули під час Другої світової війни, коли націоналісти розгорнули свою діяльність як політичну, так і військову», — писав Дмитро Андрієвський у статті «Навколо Роттердаму». Такої ж думки дотримувався Степан Бандера. 25 травня 1958 року, виступаючи на мітингу біля могили Коновальця у Роттердамі, він зазначив, що «знищити Організацію Українських Націоналістів, зупинити її боротьбу не вдалося большевикам навіть убивством її Вождя» і що «визвольна боротьба триває».

### У культурі
Вбивство Євгена Коновальця описано в творі Романа Іваничука "Вогненні стовпи".